# شهرستان هاپکینز (کنتاکی)
شهرستان هاپکینز، کنتاکی (به انگلیسی: Hopkins County, Kentucky) یک سکونتگاه مسکونی در ایالات متحده آمریکا است که در کنتاکی واقع شده‌است.